# Toon Brusselers
Antonius Arnoldus Maria „Toon“ Brusselers (* 7. Juli 1933 in Heverlee, Belgien; † 20. Mai 2005 in Eindhoven) war ein niederländischer Fußballspieler.

## Leben
Brusselers war ein Sohn niederländischer Eltern und wurde in Belgien geboren, weil sein Vater dort für eine Niederlassung des Philipskonzerns arbeitete. Er erlernte das Fußballspiel bei der Gestelse UVO (niederländisch Uit Vrienden Ontstaan ‚Aus Freunden entstanden‘), studierte Fahrzeugtechnik in Apeldoorn und begann seine Karriere als Fußballer beim AGOVV. Seine Familie war eng mit dem Ehrendivisionär PSV Eindhoven verbunden in dem sich zwei seiner Onkel engagierten. 1951 wechselte Brusselers zum PSV Eindhoven, wo er sich zu einem Allrounder entwickelte und sogar als Ersatztorwart und 1961 auch als Kapitän fungierte. Im November 1955 wurde er von Bondscoach Max Merkel erstmals in den Kader der niederländischen Fußballnationalmannschaft berufen. Er absolvierte bis 1965 mit seinem Verein, mit dem er 1963 niederländischer Meister wurde, 239 Ligaspiele und erzielte insgesamt 48 Tore. Insgesamt wurde er mehr als 500 mal eingesetzt und erzielte 102 Tore. Zwischenzeitlich arbeitete er für Philips in London und flog jeden Freitag zu seinen Spielen mit PSV in die Niederlande. Um von dem Londoner Unternehmen unabhängig zu werden, nahm er eine Stelle bei dem Fahrzeughersteller DAF in Eindhoven an und wurde später Werksleiter in Bergen op Zoom und nach seiner aktiven Karriere auch Direktor beim Lkw-Hersteller DAF.
Er gewann in seiner Karriere drei Bezirksmeisterschaften und bestritt vier Länderspiele, in denen er zwei Tore erzielte. Zuletzt spielte er im FC Den Bosch, konnte dort aber keine Tore mehr erzielen. Nach Beendigung seiner Fußballerkarriere war er für einige Zeit Mitglied des Vorstands beim PSV, wo er für technische Angelegenheiten zuständig war.
Toon Brusselers ist der Vater des Profifußballspielers Geert Brusselers. Der im Zweiten Weltkrieg im Alter von 21 Jahren gefallene Johannes Arnoldus Maria Brusselers (8. Juni 1918 – 13. Mai 1940) war einer seiner Onkel.